# Juan Ángel Escobar
Juan Ángel Escobar (ur. 18 sierpnia 1987) – meksykański zapaśnik w stylu klasycznym. Zajął ósme miejsce na mistrzostwach świata w 2014. Brązowy medal na igrzyskach panamerykańskich w 2011 i 2015. Zdobył pięć medali na mistrzostwach panamerykańskich, srebro w 2013, 2015 i 2017. Najlepszy na igrzyskach Ameryki Środkowej i Karaibów w 2010 i 2014 roku.